# Prague Open 2004
Il Prague Open 2004 è stato un torneo professionistico maschile di tennis facente parte della categoria ATP Challenger Series nell'ambito dell'ATP Challenger Series 2004, con un montepremi di 125.000 $. Il torneo si è giocato sui campi in terra rossa dell'I. ČLTK Prague sull'isola di Štvanjce a Praga in Repubblica Ceca dal 17 al 22 maggio 2004.

## Vincitori

### Singolare
Jan Hernych ha battuto in finale  Ivo Minář con il punteggio di 6–1, 6–4

### Doppio
Karol Kučera /  Cyril Suk hanno battuto in finale  Martin Damm /  Dusan Karol con il punteggio di 6–3, 6(5)–7, 6–3